# Spirodiclofen
Spirodiclofen is een synthetisch acaricide of miticide, een bestrijdingsmiddel tegen mijten bij de plantenteelt, meer bepaald de fruit- en sierteelt. Het werd ontwikkeld door Bayer CropScience en rond 2004 op de markt gebracht onder de merknaam Envidor. De zuivere stof komt voor als een kleurloos poeder dat zeer slecht oplosbaar is in water.

## Werking
Spirodiclofen is een selectief, niet-systemisch bestrijdingsmiddel, waarvan de werking berust op de onderbreking van de biosynthese van lipiden in de mijten (zogenaamde lipid biosynthesis inhibition of LBI).
Spirodiclofen is het eerste gecommercialiseerde lid van een nieuwe klasse van insecticiden en acariciden, de keto-enolen. Het tweede, spiromesifen (merknaam: Oberon), kwam in 2006 op de markt en in november 2007 verkreeg Bayer de eerste toelating voor het insecticide spirotetramat (merknaam: Movento).

## Regelgeving
De Europese Commissie heeft spirodiclofen op 18 maart 2010 opgenomen in de lijst van toegelaten bestrijdingsmiddelen. In België en Nederland is het gebruik van spirodiclofen toegelaten bij de appel- en perenteelt en de sierteelt, onder meer ter bestrijding van de spint. Het beschermt ook tegen bepaalde insecten zoals de perenbladvlo en schildluis, maar is niet schadelijk voor de meeste nuttige insecten.

## Toxicologie en veiligheid
Op basis van dierproeven wordt spirodiclofen beschouwd als mogelijk kankerverwekkend.
De EFSA (European Food Safety Authority) publiceerde de bevindingen van de evaluatie van spirodiclofen op 27 juli 2009. Daarin wordt onder andere een aanvaardbare dagelijkse inname (ADI) van 0,015 mg/kg lichaamsgewicht per dag voorgesteld, waarbij verwacht wordt dat de acute blootstelling van de consumenten aan de stof ruim beneden deze waarde zou blijven zodat er geen acuut risico verbonden zou zijn aan het gebruik van spirodiclofen.